# El Torno (Santa Cruz)
El Torno (auch: Sargento del Torno oder Santiago del Torno) ist eine Kleinstadt im Departamento Santa Cruz im südamerikanischen Andenstaat Bolivien.

## Lage im Nahraum
El Torno liegt im südwestlichen Teil der Provinz Andrés Ibáñez und ist zentraler Ort des Cantón El Torno im Municipio El Torno. Die Stadt liegt auf einer Höhe von 529 m am rechten Ufer des Río Piraí an der Mündung des Río Espejos.

## Geographie
El Torno weist ein semihumides schwülfeuchtes Tropenklima auf mit geringen Tages- und Nachtschwankungen der Temperaturen.
Die Jahresdurchschnittstemperatur der Region liegt bei etwa 24 °C (siehe Klimadiagramm El Torno), die monatlichen Durchschnittstemperaturen schwanken zwischen 20 °C im Juni und Juli und 26 °C von November bis Februar. Der jährliche Niederschlag beträgt im langjährigen Mittel etwa 1100 mm, einer kurzen Trockenzeit von Juli bis September mit Monatsniederschlägen von unter 50 mm steht eine ausgedehnte Feuchtezeit gegenüber, in der von November bis März die Monatswerte teilweise deutlich über 100 mm hinausgehen.

## Verkehrsnetz
El Torno liegt in einer Entfernung von 32 Straßenkilometern südwestlich von Santa Cruz, der Hauptstadt des Departamentos.
Von Santa Cruz aus führt die asphaltierte Nationalstraße Ruta 7 über die Ortschaften La Guardia, San José und Santa Rita bis El Torno und weiter in westlicher Richtung bis Cochabamba.

## Bevölkerung
Die Einwohnerzahl der Ortschaft ist in den vergangenen Jahrzehnten auf ein Mehrfaches angestiegen:
| Jahr | Einwohner | Quelle       |
| ---- | --------- | ------------ |
| 1976 | 2.110     | Volkszählung |
| 1992 | 6.332     | Volkszählung |
| 2001 | 11.878    | Volkszählung |
| 2012 | 17.130    | Volkszählung |
| 2024 |           | Volkszählung |